# Piotr Müller

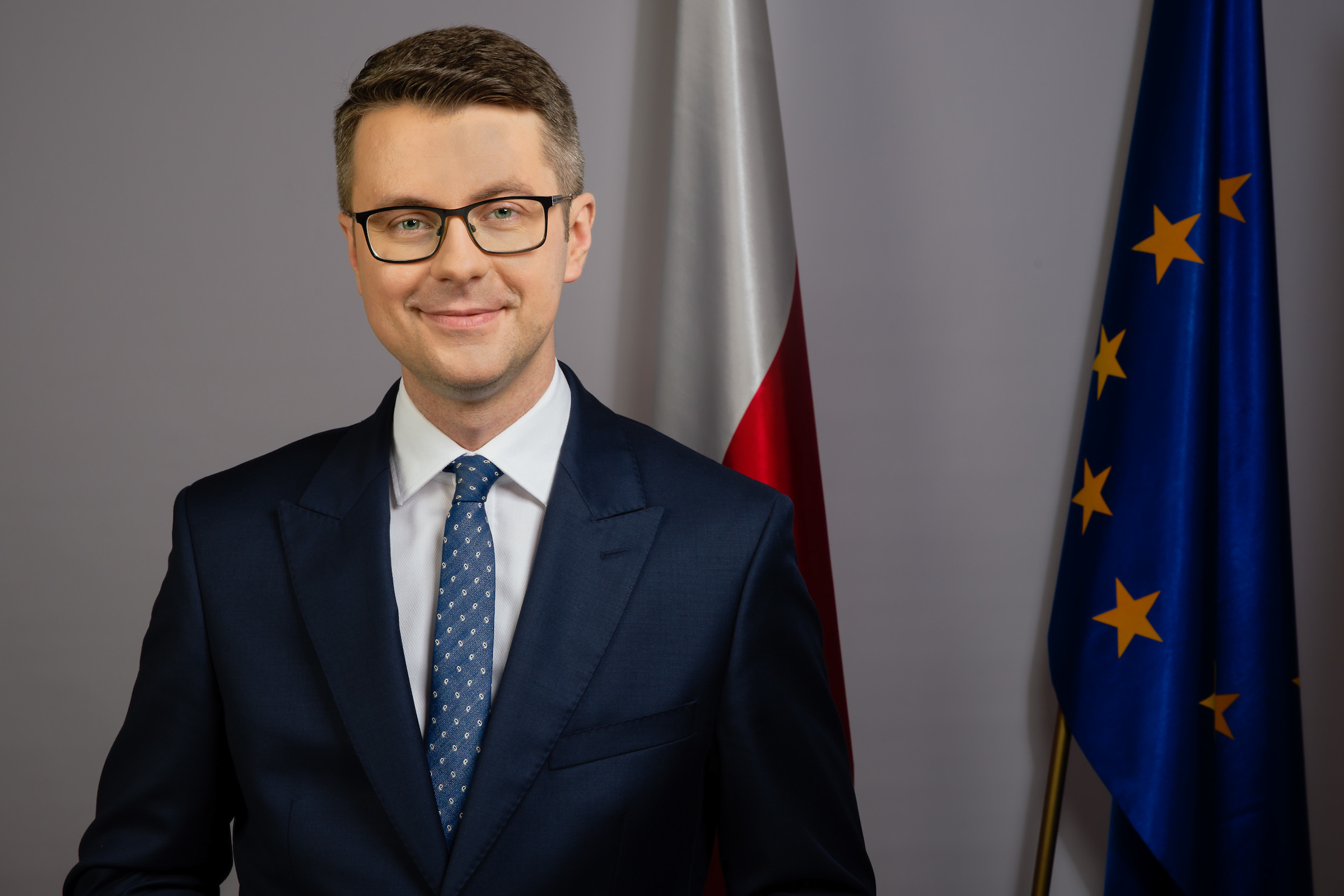
Piotr Müller (2022)

Piotr Müller (* 2. Mai 1989 in Słupsk) ist ein polnischer Politiker (PiS) und Jurist. Er gehörte von 2018 bis 2024 dem Sejm in dessen VIII., IX. und X. Wahlperiode an. Seit 2024 ist er Mitglied des Europaparlaments. Von 2019 bis 2023 war er polnischer Regierungssprecher.

## Leben und Beruf
Während seiner Schulzeit in Słupsk gewann Müller mehrere landesweite Wissenswettbewerbe. 2016 schloss er ein Jurastudium an der Universität Warschau ab. In den Jahren 2016 und 2017 unterrichtete er am politikwissenschaftlichen Institut der Universität Warschau.
Piotr Müller ist verheiratet. Sein Vater Edward Müller gehörte von 1989 bis 1993 dem Sejm an.

## Politik
Während des Studiums war Müller von 2010 bis 2012 Vorsitzender des Studentenausschusses an der Universität Warschau und 2013/14 Vorsitzender des gesamtpolnischen Studentenparlaments.
Müller gehört der Prawo i Sprawiedliwość (PiS) an, für die er bei den Parlamentswahlen 2011 und 2015 erfolglos kandidierte. Von 2015 bis 2017 war er Berater des Wissenschaftsministers Jarosław Gowin und anschließend Direktor im Ministerbüro. Nach dem Tod der Abgeordneten Jolanta Szczypińska rückte er im Dezember 2018 in den Sejm nach. Er war ab Januar 2019 Staatssekretär im Ministerium für Wissenschaft und Hochschulbildung. Bei der Europawahl 2019 verpasste er ein Mandat, wurde aber bei der Parlamentswahl desselben Jahres in den Sejm gewählt. Bereits im Juni 2019 war zum Staatssekretär beim Ministerpräsidenten und Regierungssprecher ernannt worden. Bei der Parlamentswahl 2023 konnte er sein Mandat verteidigen. Im November 2023 wurde er zum neuen Vorsitzenden der PiS in der Woiwodschaft Pommern ernannt. Mit Antritt des neuen Kabinetts unter Donald Tusk schied er aus seinen Regierungsämtern aus.
Bei der Europawahl 2024 wurde er in das Europaparlament gewählt. Dort gehört er der Fraktion Europäische Konservative und Reformer an.